# Sarah Louise Delany
Sarah Louise, dite « Sadie » Delany, née le 19 septembre 1889 et morte le 25 janvier 1999, est une éducatrice américaine pionnière des droits civiques qui fait l'objet, avec sa sœur cadette, Elizabeth « Bessie » Delany, de l'ouvrage Having Our Say: The Delany Sisters' First 100 Years, par la journaliste Amy Hill Hearth (en). Sadie est la première Afro-Américaine autorisée à enseigner les arts ménagers dans le secondaire des écoles publiques de New York. Avec la publication du livre, elle devient célèbre à l'âge de 103 ans, avec sa sœur Bessie.

## Biographie
Sadie Delany est la deuxième des dix enfants du révérend Henry Beard Delany (1858-1928), qui est la première personne noire élue évêque de l'Église épiscopalienne des États-Unis, et de Nanny Logan Delany (1861-1956), éducatrice. Le révérend Delany est né esclave à St. Mary's, en Géorgie. Logan Delany est née dans une communauté alors connue sous le nom de Yak, en Virginie, à sept miles de Danville.
Sadie Delany est née dans ce qui était alors connu sous le nom de Lynch Station, Virginia (en), chez la sœur de sa mère, Eliza Logan. Elle grandit sur le campus de l'école St. Augustine (aujourd'hui université) à Raleigh, en Caroline du Nord, où son père est directeur adjoint et sa mère enseignante et administratrice. Delany sort diplômée de l'école en 1910. En 1916, elle s'installe à New York, où elle fréquente l'Institut Pratt de Brooklyn, puis est transférée à l'université Columbia où elle obtient un baccalauréat en éducation en 1920 et une maîtrise en éducation en 1925. Elle est enseignante à New York jusqu'à sa retraite en 1960 où elle est la première personne noire autorisée à enseigner les arts ménagers dans le secondaire à New York.
Delany meurt à l'âge de 109 ans à Mount Vernon, New York, où elle réside dans les dernières décennies de sa vie. Elle est enterrée au cimetière Mount Hope à Raleigh, en Caroline du Nord.

## Les sœurs Delany
En 1991, Delany et sa sœur Bessie sont interviewées par la journaliste Amy Hearth, qui écrit un article à leur sujet pour le New York Times (« Deux « jeunes filles » avec des histoires centenaires à raconter » ). Un éditeur de livres new-yorkais lit l'article et demande à Hearth d'écrire un livre sur les deux sœurs. Amy Hearth et les sœurs travaillent en étroite collaboration pendant deux ans pour créer le livre, une histoire orale intitulée Having our Say qui traite des épreuves et des tribulations auxquelles les sœurs ont été confrontées au cours de leur siècle de vie. Le livre reste sur la liste des best-sellers du New York Times pendant 105 semaines. Cela donne naissance à une pièce de théâtre à Broadway en 1995 et à un téléfilm en 1999. Les adaptations théâtrales et cinématographiques sont produites par Judith R. James et le Dr Camille O. CosbyLaini Taylor[réf. nécessaire].
En 1994, les sœurs et Hearth publient The Delany Sisters' Book of Everyday Wisdom, a follow-up to Having Our Say. Après la mort de Bessie en 1995 à l'âge de 104 ans, Sadie Delany et Hearth publie un troisième livre, On My Own At 107 : Reflections on Life Without Bessie[réf. nécessaire].
Ses frères et sœurs étaient :
- Lemuel Thackara Delany (1887-1956)
- Annie Elizabeth (« Bessie ») Delany (1891-1995)
- Julia Emery Delany (1893-1974)
- Henry Delany, Jr. (1895-1991)
- Lucius Delany (1897-1969)
- William Manross Delany (1899-1955)
- Hubert Thomas Delany (1901-1990)
- Laura Edith Delany (1903-1993)
- Samuel Ray Delany (1906-1965)

Delany est la tante de l'écrivain de science-fiction Samuel R. Delany Jr., le fils de son plus jeune frère[réf. nécessaire].

## Publications
- (en) Delany, Sarah L., Delany, A. Elizabeth et Hearth, Amy Hill, Having Our Say: The Delany Sisters' First 100 Years, New York, Kodansha America, 1993 (ISBN 978-1-56836-010-2)
- (en) Delany, Sarah L., Delany, A. Elizabeth et Hearth, Amy Hill, The Delany Sisters' Book of Everyday Wisdom, New York, Kodansha America, 1994 (ISBN 978-1-56836-042-3)
- (en) Delany, Sarah L., Delany, A. Elizabeth et Hearth, Amy Hill, On My Own at 107: Reflections on Life Without Bessie, San Francisco, Harper, 1997 (ISBN 978-0-06-251485-1)
- « Sarah Louise "Sadie" Delany », Columbia250, Columbia University, 2008 (consulté le 10 novembre 2008)